# The Big Sky
The Big Sky is een Amerikaanse western uit 1952 onder regie van Howard Hawks.

## Verhaal
Twee bergbeklimmers uit Kentucky sluiten zich aan bij handelaars uit Saint Louis, die langs de Missouri whisky gaan verkopen aan de Zwartvoetindianen. De weg is vol gevaren.

## Rolverdeling
| Acteur            | Personage     |
| ----------------- | ------------- |
| Kirk Douglas      | Jim Deakins   |
| Dewey Martin      | Boone Caudell |
| Elizabeth Threatt | Teal Eye      |
| Arthur Hunnicutt  | Zeb Calloway  |
| Steven Geray      | Jourdonnais   |
| Buddy Baer        | Romaine       |
| Hank Worden       | Poordevil     |
| Jim Davis         | Streak        |
| Fred Graham       | Sam Eggleston |
| Paul Frees        | McMasters     |